# Geronimo (film, 1962)
Pour les articles homonymes, voir Geronimo (homonymie).
Pour plus de détails, voir Fiche technique et Distribution.
Geronimo est un film américain réalisé par Arnold Laven, sorti en 1962.

## Synopsis
En 1883, le chef apache Geronimo et son groupe de guerriers sont victimes des attaques américaines et mexicaines. En échange d'un territoire et de nourriture, les guerriers se rendent alors à contrecœur. Mais bientôt Geronimo va s'évader de la réserve et déclarer la guerre aux Américains.

## Fiche technique[1]
- Titre : Geronimo
- Réalisation : Arnold Laven
- Scénario : Arnold Laven et Pat Fielder (en)
- Direction artistique : Roberto Silva
- Musique : Hugo Friedhofer
- Décors :
- Costumes de Kamala Devi : Norma Koch
- Photographie : Alex Phillips
- Son :
- Montage : Marsh Hendry
- Production : Arnold Laven
  - Production déléguée : Arthur Gardner et Jules V. Levy
- Société de production : Bedford Pictures Inc. et A Laven-Gardner-Levy Production
- Distribution :  États-Unis : United Artists
- Budget :
- Pays :  États-Unis
- Format : Couleur - Son : Monophonique (Westrex Recording System) - 2,35:1 - Format 35 mm
- Genre : Western, Film biographique
- Durée : 101 minutes
- Dates de sortie :
  - Allemagne de l'Ouest : 27 avril 1962
  - États-Unis : 1er mai 1962
  - France : 30 mai 1962
- Affiche : Gilbert Allard (France)

## Distribution
| - Chuck Connors : Geronimo - Kamala Devi : Teela - Pat Conway : Capitaine William Maynard - Armando Silvestre : Natchez - Adam West : Lieutenant John Delahay - Lawrence Dobkin : Général George Crook - John Anderson : Jeremiah Burns - Enid Jaynes : Huera | - Ross Martin : Mangus - Denver Pyle : Sénateur Conrad - Nancy Rodman : Mme Marsh - Amanda Ames : Mme Burns - Eduardo Noriega : Colonel Morales - Claudio Brook - Joe Higgins : Kincaide |